# خوان لوكي دي سيرالونغا
خوان خوسيه لوكي دي سيرالونغا (بالإسبانية: Juan José Luque de Serrallonga)‏ (31 مايو 1882 – 18 يوليو 1967) لاعب كرة قدم إسباني مكسيكي راحل كان يجيد اللعب في مركز حارس مرمى .
ولد سيرالونغا في مدينة جرندة الإسبانية وأمضى غالبية مسيرته الرياضية كلاعب في نادي قادش وتم إطلاق لقب عليه وهو (خوانيتو لوكي) بسبب قصر قامته والتي تبلغ 169 سم . كما لعب في نادي إشبيلية لموسمين.
في يوليو 1928 هاجر سيرالونغا إلى المكسيك وأصبح مدربا لمنتخبها الوطني في يناير 1930 وقادهم في بطولة كأس العالم لكرة القدم 1930 . بعدها قاد نادي فيراكروز إلى تحقيق بطولة الدوري موسم 1949-1950 . توفي في مدينة مكسيكو في 1967 .

## وصلات خارجية
- السيرة الذاتية